# Parlamentswahl in Mauritius 2024
Die Parlamentswahl in Mauritius 2024 wurde am 10. November 2024 im Inselstaat Mauritius durchgeführt. Die oppositionelle Alliance du Changement konnte die Wahlen mit großer Mehrheit von 60 der 62 Sitze gewinnen.

## Hintergrund und Ausgangslage
Die Wahl 2019 gewann die regierende Mauritian Alliance der Parteien Muvman Patriot Morisien (MPM), Militant Socialist Movement (MSM), Muvman Liberater (ML) und der Plateforme Militante (PM) um Premierminister Pravind Jugnauth mit 42 Sitzen. Die oppositionelle National Alliance aus Labour Party (PTr) und Parti Mauricien Social Démocrate (PMSD) gewann 17 Sitze. Ex-Premierminister Paul Bérenger wurde mit seinem Mauritian Militant Movement (MMM) und neun Sitzen drittstärkste Kraft, gefolgt von Rodrigues People’s Organisation (RPO) mit zwei Parlamentssitzen.
Im Vorfeld der Wahlen wurden die Zugänge zu sämtlichen Sozialen Medien geschlossen, da massiv Fake News verbreitet worden sein sollen. Die Nominierungen für die Parlamentswahl fanden bis zum 22. Oktober 2024 statt.
Die SADC hat eine Wahlbeobachtermission nach Mauritius entsandt.

## Wahlsystem

Wahlkreise in Mauritius 2024

Die Nationalversammlung Mauritius besteht aus 62 gewählten Mitgliedern, die in 20 Wahlkreisen mit je drei Vertretern und einem mit zwei Abgeordneten (die Insel Rodrigues) gewählt werden. Es gilt das Mehrheitswahlsystem mit Parteiblockabstimmung, wobei die Wahlberechtigten so viele Stimmen wie Sitze haben.
Zu den gewählten Mitgliedern kommen acht Abgeordnete, die von der Electoral Supervisory Commission ernannt werden. Dabei gilt, dass die unterlegenen Kandidaten nach Anzahl der Stimmen ernannt werden.

## Wahlergebnis

Mehrheiten in den Wahlkreisen

| Partei                          | Partei                                        | Partei                                        | Stimmen                | Stimmenanteil          | Sitze                  | Sitze                  | Sitze                  |
| Partei                          | Partei                                        | Partei                                        | Stimmen                | Stimmenanteil          | Wahlkreise             | Bester Verlierer       | Gesamt                 |
| Alliance du Changement          | Alliance du Changement                        | Alliance du Changement                        | Alliance du Changement | Alliance du Changement | Alliance du Changement | Alliance du Changement | Alliance du Changement |
| ------------------------------- | --------------------------------------------- | --------------------------------------------- | ---------------------- | ---------------------- | ---------------------- | ---------------------- | ---------------------- |
|                                 |                                               | Labour Party (PTr)                            | 1.438.333              | 61,4 %                 | 60                     | 0                      | 60                     |
|                                 | Mauritian Militant Movement (MMM)             |                                               | 1.438.333              | 61,4 %                 | 60                     | 0                      | 60                     |
|                                 | Nouveaux Démocrates (ND)                      |                                               | 1.438.333              | 61,4 %                 | 60                     | 0                      | 60                     |
|                                 | Rezistans ek Alternativ (RA)                  |                                               | 1.438.333              | 61,4 %                 | 60                     | 0                      | 60                     |
| L’Alliance Lepep                |                                               |                                               |                        |                        |                        |                        |                        |
|                                 |                                               | Militant Socialist Movement (MSM)             | 639.372                | 27,29                  | 0                      | 2                      | 2                      |
|                                 | Parti Mauricien Social Démocrate (PMSD)       |                                               | 639.372                | 27,29                  | 0                      | 2                      | 2                      |
|                                 | Muvman Liberater (ML)                         |                                               | 639.372                | 27,29                  | 0                      | 2                      | 2                      |
|                                 | Plateforme Militante (PM)                     |                                               | 639.372                | 27,29                  | 0                      | 2                      | 2                      |
|                                 | Muvman Patriot Morisien (MPM)                 |                                               | 639.372                | 27,29                  | 0                      | 2                      | 2                      |
| Weitere Parteien und Kandidaten |                                               |                                               |                        |                        |                        |                        |                        |
|                                 | Linion Reform (LR)                            | Linion Reform (LR)                            | 116.904                | 4,99                   | 0                      | 0                      | 0                      |
|                                 | Mouvman Bruneau Laurette (MBR)                | Mouvman Bruneau Laurette (MBR)                | 34.431                 | 1,47                   | 0                      | 0                      | 0                      |
|                                 | Organisation du Peuple Rodriguais (OPR)       | Organisation du Peuple Rodriguais (OPR)       | 22.416                 | 0,96                   | 2                      | 0                      | 2                      |
|                                 | Alliance Liberation (AL)                      | Alliance Liberation (AL)                      | 20.540                 | 0,88                   | 0                      | 2                      | 2                      |
|                                 | Front Solidarité Mauricien (FSM)              | Front Solidarité Mauricien (FSM)              | 8.870                  | 0,38                   | 0                      | 0                      | 0                      |
|                                 | Mouvman Enn Sel Direction (MESD)              | Mouvman Enn Sel Direction (MESD)              | 2.978                  | 0,13                   | 0                      | 0                      | 0                      |
|                                 | Parti Malin (PM)                              | Parti Malin (PM)                              | 2.224                  | 0,09                   | 0                      | 0                      | 0                      |
|                                 | Rasanbleman Pou Lavansman Moris (RPLM)        | Rasanbleman Pou Lavansman Moris (RPLM)        | 1.935                  | 0,08                   | 0                      | 0                      | 0                      |
|                                 | Idéal Démocrate (ID)                          | Idéal Démocrate (ID)                          | 1.135                  | 0,05                   | 0                      | 0                      | 0                      |
|                                 | Lalit                                         | Lalit                                         | 773                    | 0,03                   | 0                      | 0                      | 0                      |
|                                 | Mouvement rodriguais (MR)                     | Mouvement rodriguais (MR)                     | 733                    | 0,03                   | 0                      | 0                      | 0                      |
|                                 | Nouveau Front Politik (NFP)                   | Nouveau Front Politik (NFP)                   | 719                    | 0,03                   | 0                      | 0                      | 0                      |
|                                 | Parti Rodriguais Travailleur Democrate (PRTD) | Parti Rodriguais Travailleur Democrate (PRTD) | 468                    | 0,02                   | 0                      | 0                      | 0                      |
|                                 | Mouvment Zeness (MZ)                          | Mouvment Zeness (MZ)                          | 423                    | 0,02                   | 0                      | 0                      | 0                      |
|                                 | Muvman Independantis Rodriguais (MIR)         | Muvman Independantis Rodriguais (MIR)         | 396                    | 0,02                   | 0                      | 0                      | 0                      |
|                                 | Ene Nouvo Espwar (ENE)                        | Ene Nouvo Espwar (ENE)                        | 271                    | 0,01                   | 0                      | 0                      | 0                      |
|                                 | Mouvman Verite & Zistis (MVZ)                 | Mouvman Verite & Zistis (MVZ)                 | 264                    | 0,01                   | 0                      | 0                      | 0                      |
|                                 | Rassemblement Socialiste Mauricien (RSM)      | Rassemblement Socialiste Mauricien (RSM)      | 259                    | 0,01                   | 0                      | 0                      | 0                      |
|                                 | Parti Liberale Unioniste Rodriguais (PLUR)    | Parti Liberale Unioniste Rodriguais (PLUR)    | 257                    | 0,01                   | 0                      | 0                      | 0                      |
|                                 | Mouvement Authentique Mauricien (MAM)         | Mouvement Authentique Mauricien (MAM)         | 241                    | 0,01                   | 0                      | 0                      | 0                      |
|                                 | Movement Democratic Mauricien (MDM)           | Movement Democratic Mauricien (MDM)           | 236                    | 0,01                   | 0                      | 0                      | 0                      |
|                                 | NEXTGen                                       | NEXTGen                                       | 187                    | 0,01                   | 0                      | 0                      | 0                      |
|                                 | Parti République (PR)                         | Parti République (PR)                         | 186                    | 0,01                   | 0                      | 0                      | 0                      |
|                                 | Les Incorruptibles (LC)                       | Les Incorruptibles (LC)                       | 115                    | 0,00                   | 0                      | 0                      | 0                      |
|                                 | Citizen’s Power (CP)                          | Citizen’s Power (CP)                          | 69                     | 0,00                   | 0                      | 0                      | 0                      |
|                                 | Mouvement Méritocrate (MM)                    | Mouvement Méritocrate (MM)                    | 59                     | 0,00                   | 0                      | 0                      | 0                      |
|                                 | Parti Pil Rusé (PPR)                          | Parti Pil Rusé (PPR)                          | 40                     | 0,00                   | 0                      | 0                      | 0                      |
|                                 | Unabhängige Kandidaten                        | Unabhängige Kandidaten                        | 48.431                 | 2,07                   | 0                      | 0                      | 0                      |
|                                 | Gesamt                                        | Gesamt                                        | 2.343.245              | 100,00                 | 62                     | 4                      | 66                     |
| Registrierte Wähler             | Registrierte Wähler                           | Registrierte Wähler                           | 1.002.857              | 1.002.857              | 1.002.857              | 1.002.857              | 1.002.857              |
| Abgegebene Stimmen              | Abgegebene Stimmen                            | Abgegebene Stimmen                            | 795.343 (79,3 %)       | 795.343 (79,3 %)       | 795.343 (79,3 %)       | 795.343 (79,3 %)       | 795.343 (79,3 %)       |